# اچ‌دی ۲۸۱۸۵
اچ‌دی ۲۸۱۸۵ یک ستاره است که در صورت فلکی جوی قرار دارد.